# Petrus Franciscus Greive

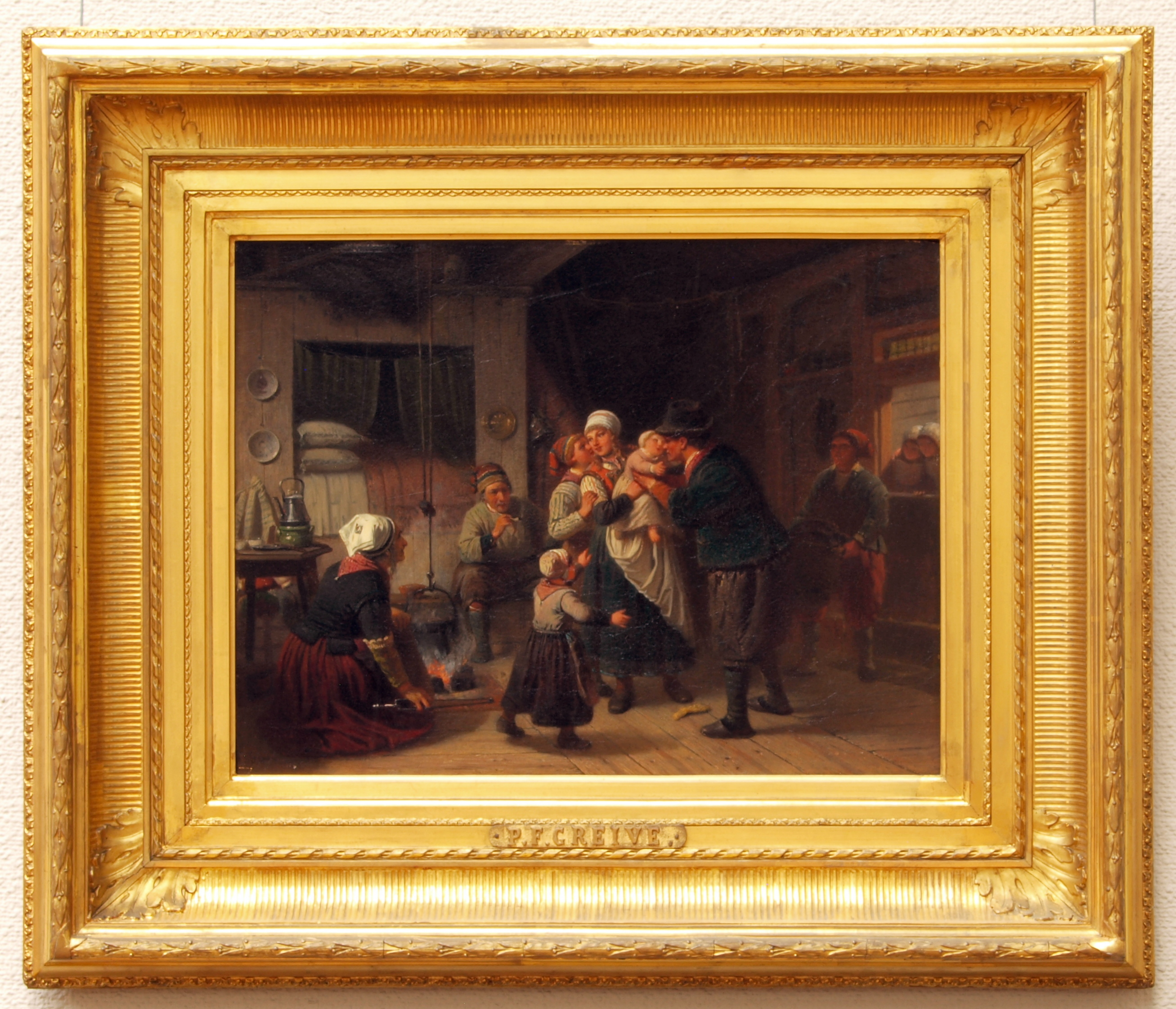
Terugkomst van de haringvangst (Teylers Museum)

Petrus Franciscus Greive (Amsterdam, 25 maart 1811 – aldaar, 4 november 1872) was een Nederlands kunstschilder.
Greive werd op 25 maart 1811 geboren als zoon van Johannes Franciscus Greive en Johanna Catharina Geertruida Marmé. Greive was een leerling van Jean Augustin Daiwaille, Jan Willem Pieneman en Christiaan Julius Lodewijk Portman bij de Rijksakademie van beeldende kunsten in Amsterdam. Gedurende zijn loopbaan was hij lid van de kunstenaarsvereniging Arti et Amicitiae en gaf hij les aan de Rijksakademie. Hij gaf zoveel les, dat zijn eigen werk enigszins in de verdrukking kwam. Hij baseerde zich stilistisch vaak op het voorbeeld van de oude meesters van de Hollandse school. Hij was docent van onder anderen Jan Jacob Lodewijk ten Kate, Hendrik Jacobus Scholten, Meijer de Haan, August Allebé en zijn neef Johan Conrad Greive.
- Biografisch Portaal: 25619963
- Gemeinsame Normdatei: 1274487145
- International Standard Name Identifier: 0000 0000 7044 9656
- Nederlandse Thesaurus van Auteursnamen: 07006458X
- RKD-Nederlands Instituut voor Kunstgeschiedenis: 33672
- Union List of Artist Names: 500042703
- Virtual International Authority File: 95960028
- WorldCat: E39PBJyMb3g8XhYrdQ4HQBm8G3